# Ebenspanger János
Ebenspanger János vagy német nevén Johannes Ebenspanger (Kukmér, 1845. május 3. – Felsőlövő, 1903. január 24.) pedagógus, a Vas vármegyei turisztikai élet szervezője.

## Élete
Vas vármegyei német nemzetiségű (hienc) családban született. Az elemi iskolákat szülőhelyén és Körmenden végezte, majd magánúton tanult. 1859-től a felsőlövői evangélikus tanítóképző intézet növendéke volt. Tanítói pályáját 1863-ban Rábafüzesen kezdte, 1864-től Szemesen, majd szülőföldjétől messze kerülve 1865-től a Krassó-Szörény vármegyei Lugoson, 1867-től a temesi Lieblingen tanítóskodott. 1872-ben a közoktatási miniszter Pauler Tivadar németországi tanulmányútra küldte, ezt követően 1873-ban a temesi királyi tanfelügyelőség titkára lett. 1877-ben visszatért szűkebb pátriájába, és a felsőlövői evangélikus tanintézetek, a hatosztályos gimnázium, reáliskola és tanítóképző intézet tanára, 1888-ban igazgatóhelyettese lett. 1887 és 1895 között a Magyarországi Kárpát Egyesület, majd a Magyar Turista Egyesület Vasvármegyei Osztályának alelnöke volt. 1903. január 24-én reggel 4 órakor, életének 58. évében hunyt el, 1903. január 26-án helyezték örök nyugalomra a felsőlövői temetőben.

## Munkássága
Írt magyar és német nyelvű költeményeket, elbeszéléseket, életrajzokat, számos ismeretterjesztő és pedagógiai cikket, továbbá lefordította németre a Himnuszt és a Szózatot is. 1879–1880 között szerkesztette a Felsőlövőn megjelent Ungarische Volksschule című pedagógiai szakfolyóiratot, majd 1886–1889 között ugyanott a Népiskola – Volksschule című kétnyelvű hetilapot. Állandó munkatársa volt a Paedagogiai Plutarch, Magyar Tanítóképző, Evangélikus Népiskola és a Pädagogische Revue című lapoknak is. Emellett több egyéb folyóiratba írt kisebb-nagyobb rendszerességgel cikkeket: Népiskola, Néptanítók Lapja, Temesi Lapok, Délmagyarországi Tanítók, Közlönye, Vasmegyei Közlöny, Ungarischer Schulbote, Neue Temesvarer Zeitung, Werschetzer Volkszeitung, Schäffers Jugendblätter, Hetzels Hausfreund, Illustrirte Dorfzeitung, Oberwarter Sonntagszeitung, Volksfreund, Délvidéki Tanügy, Vasvármegyei Tanügy, Vasmegyei Lapok, Pädagogische Rundschau, Preussische Lehrerzeitung, Evangélikus Népiskola, Rábavidék, Turisták Lapja, Kárpátegylet Évkönyve.

## Művei
- Wählerlied. Temesvár. 1869
- Vereinslied der südungarischen Lehrer. Nagy-Becskerek. 1870
- Kornähren und Feldblumen, belehrende Unterhaltungen. Temesvár. 1873–1874
- Szeget szeggel, történelmi beszély a nép számára. Temesvár. 1874
- Földrajz. A népisk. III. oszt. szám. Budapest: Franklin ny. 1875
- Erdbeschreibung für Volkschulen. Budapest. 1875–1876
- Ungarland, mein Vaterland. Patriotische Gedichte. Temesvár: 1876
- Hazai történelem jellemrajzokban. A népiskolák V. oszt. illetőleg V. évfolyama számára a magas miniszteri tanterv alapján. Budapest: Lampel. 1877
- Vaterländische Geschichte in Charakterbildern, für die V. Klasse der. Ungar. Volksschulen. Budapest: Lampel. 1877
- Vasvármegye leírása. Népiskolák számára. Szombathely: Seiler. 1880
- Vezérkönyv a magyar nyelv módszeres tanítására németajkú iskolákban. Budapest. 1880
- Das Eisenburger Komitat. Felső-Őr. 1882
- Fibel, oder der Schreiblese-Unterricht. Budapest. 1884 (több kiadása)
- Deutsches Lesebuch für die Mittelklassen der Volksschulen. Budapest. 1884
- Deutsches Lesebuch für die Oberklassen und Wiederholungsklassen der Volksschule. Budapest. 1884 (több kiadása)
- Kurze Reformationsgeschichte. Budapest. 1889
- Vasvármegye a turistaság szempontjából. Budapest. 1890 (Különlenyomat a Turisták Lapja II. évfolyamából)
- Deutsches Lesebuch für die Mittelklassen der Volksschulen. Evang. Ausgabe für Ungarn. Budapest. 1891
- Deutsches Lesebuch für die Oberklassen und Wiederholungsklassen der Volkschulen. Evang. Ausg. für Ungarn. Budapest. 1891
- Zu unserer silbernen Hochzeit. Felső-Őr
- Ungarische Landschule. Nach Falusi isk. könyve. Budapest. 1893
- A felsőlövői ág. hitv. ev. tanítóképző intézet 50 éves fennállásának emlékére kiadott díszalbum. Békés: Corvina ny. 1895
- A felsölövői ág. hitv. ev. tanintézetek ötven évi fennállásának története. Felső-Eör: Schodisch. 1895